# Laura Nacu
Laura Nacu, coniugata Radu (Galați, 7 aprile 1982), è un'ex cestista rumena.

## Carriera
Con la Romania ha disputato i Campionati europei del 2005.